# Arroyo de los Corrales (Paysandú)
El arroyo de los Corrales es un curso de agua uruguayo que atraviesa el departamento de  Paysandú perteneciente a la cuenca hidrográfica del Río de la Plata.
Nace en la Cuchilla del Arbolito y desemboca en la río Queguay Grande tras recorrer alrededor de  46 km.